# Cappella Tega
La cappella Tega è una chiesa sconsacrata di Spello.

## Storia
La cappella, sede della confraternita dei disciplinati di Sant'Anna, apparteneva a un complesso di ospedali le cui prime notizie risalgono al 1362. Affrescata nel 1461, la cappella venne soppressa nel 1571. Dal 1895 fino all'inizio del XX secolo divenne sede di una bottega di un sarto, Pietro Tega, il quale, insieme al suo maestro, Umberto Perini, ritrovarono per caso gli affreschi nel 1911: tuttavia era già nota la loro presenza in quanto, alla fine del XIX secolo, Giulio Urbini parlava di affreschi che si intravedevano sotto l'intonaco. Aperta al pubblico nel 1968, la cappella è stata restaurata nel 1970 e nel 2017.

## Descrizione
Chiamata sia cappella Tega, dal cognome del suo vecchio proprietario e scopritore degli affreschi, che cappella di Sant'Anna, è internamente costituita da un ambiente unico a pianta rettangolare e volta a crociera. Il ciclo di affreschi presente al suo interno è opera di due artisti, Nicolò di Liberatore, detto l'Alunno, e un artista anonimo, chiamato Maestro delle storie del Battista, talvolta identificato come Pietro di Giovanni Mazzaforte, figlio di Giovanni di Corraduccio.
Nella controfacciata, attribuiti al Mazzaforte, a sinistra l'affresco di San Pietro e a destra quello di San Paolo, mentre ai lati della porta, a sinistra il Purgatorio e a destra l'Inferno. La parete sinistra, caratterizzata da un arco in parte interrato a causa dell'innalzamento del livello stradale della piazza antistante, presenta, nel sottoarco, le pitture degli apostoli: da sinistra, i busti di San Giovanni, San Giacomo minore, San Tommaso, tutti opera dell'Alunno, San Giacomo maggiore, San Bartolomeo e Sant'Andrea, attribuiti a Pietro di Giovanni Mazzaforte; nel concio di chiave era forse raffigurato l'Agnello mistico, andato perduto. In parte perduto anche l'affresco della parete destra, Sant'Anna e la Madonna con il Bambino, attribuito al Mazzaforte; dello stesso artista anche le pitture nelle vele della volta, raffigurante gli Evangelisti. Dell'Alunno è la Crocifissione affrescata nella parete di fondo.